# Carla Cox

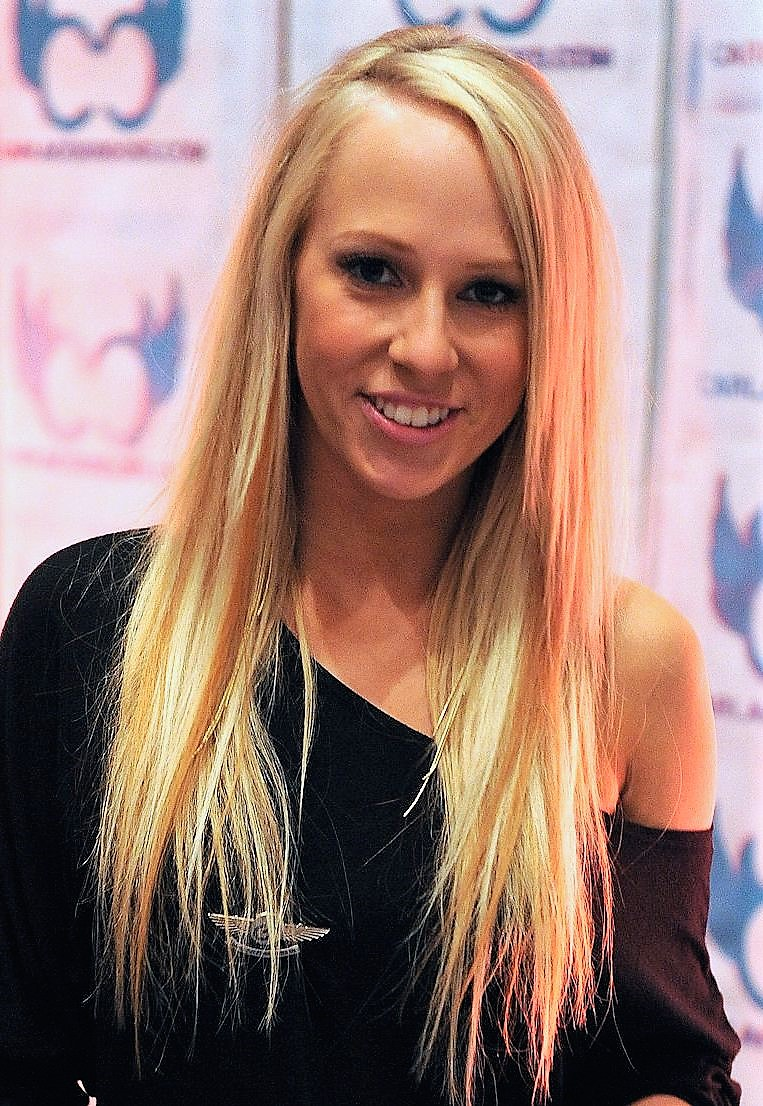
Carla Cox (2012)

Carla Cox, eigentlich Zuzana Sršnová, (* 25. Mai 1984 in Brno, Tschechoslowakei) ist eine tschechische Pornodarstellerin. Sie tritt auch unter den Namen Manon, Terry und Zuzana S. auf.

## Leben
Carla Cox besuchte vor ihrem Einstieg in die Pornobranche in Brünn die Schule und nahm diverse Jobs, u. a. als Bedienung, in einem Bekleidungsgeschäft und in der Gastronomie, an. Carla Cox wurde durch die Anzeige einer Haarmodel-Firma, die sich später als eine  Werbeagentur der Pornobranche zu erkennen gab, aufmerksam. Zunächst lehnte Carla Cox das Angebot ab, nahm es aber später doch an, da sie es einfach ausprobieren wollte.
Seit 2006 dreht Cox Pornofilme. Der erste Film wurde für die Private Media Group in Prag gedreht. Drehpartner waren unter anderen Rocco Siffredi und weitere bekannte Darsteller der Branche. Seitdem wirkte sie in fast 200 Produktionen mit, zuerst vor allem für Private, später in den USA auch für andere Produzenten. Sie hat unter anderem auch Double-Anal-Szenen gedreht und Natursekt-Videos. Bekannt ist sie auch für ihre Fähigkeit zur weiblichen Ejakulation.
Carla Cox’ Stellung innerhalb der Branche wird durch vielfache Nominierungen für diverse Awards der Branche unterstrichen. Sie ist weiterhin als Darstellerin aktiv, besucht Shows und dreht Pornofilme für viele große Produktionsfirmen wie Private, Evil Angel, Digital Playground, New Sensations (unter anderem in The Big Lebowski: A XXX Parody), Penthouse, Marc Dorcel, Vivid Entertainment Group und Playboy. Carla Cox produziert auch Eigenproduktionen, die sie auf bekannten Amateurportalen vertreibt.
Seit 2012 vertreibt der US-amerikanische Sexspielzeug-Hersteller Interactive Life Forms (ILF) eine Version seines Produktes Fleshlight, die der Vulva von Carla Cox nachempfunden ist und unter ihrem Namen vertrieben wird.

## Filmografie (Auswahl)
- 2006: Swallow Me POV 5
- 2006: Cum Filled Throats 15
- 2007: Private Sex Auditions 4
- 2007: Xcalibur, the Lords of Sex
- 2007: Hi Speed Sex 3
- 2008: Sperm Swap 4
- 2008: Ass Traffic 5
- 2008: All Internal 8
- 2008: Tamed Teens 5
- 2009: Young Harlots: Private Lessons
- 2010: The Big Lebowski: A XXX Parody
- 2010: Slutty and Sluttier 11
- 2010: Squirtamania 5
- 2010: Butt Licking Anal Whores 15
- 2010: Russian Institute – 13
- 2011: Private Gold 114: The Widow
- 2011: Russian Institute Lesson 16: Lolitas
- 2011: Anal Rock Chicks
- 2011: Drunk Sex Orgy: Reiss Mich Auf!
- 2011: Delphi
- 2011: Bikini Warriors
- 2011: Cuckold Sessions 8
- 2012: Private Gold 145: Fuck Palace
- 2012: Private Gold 144: Euro Pornstar Fuckfest
- 2012: Private Gold 141: Private Pussy Mansion
- 2012: Private Gold 137: Lost Heaven - Magic Island Series
- 2012: Private Gold 130: Wild Sex Resort
- 2012: Private Gold 126: Penetration Palace
- 2012: Private Gold 120: Love Potion 69
- 2012: Backdoor Entry 2
- 2013: After Party Bitches
- 2013: Russian Institute Lesson 13 Gang Bang
- 2014: Home Made Blondes 2
- 2014: Girls 'n Dolls
- 2014: Fist Lectures 2
- 2014: Business of Pleasure
- 2015: This Isn't the Office
- 2015: Stinging Fantasies
- 2015: Sex Massagen 1
- 2015: Platinum Pussy
- 2015: Do Not Disturb
- 2015: Debauchery Mansion
- 2015: All For You
- 2016: Love Triangle
- 2017: Excite
- 2017: Blonde Beauties 2
- 2018: Love My Boss' Big Cock
- 2018: Girlplay 4
- 2018: A Girl Knows 7
- 2018: Do Me Any Way You Wanna
- 2022: Morning Wood
- 2022: Dildo Delivery For Horny Best Friends